# Nadia se marie
Nadia se marie est le dixième tome de la série de bande-dessinée Titeuf écrit et dessiné par Zep. Il est sorti le 24 août 2004.

## Synopsis
Dans le préau de l'école, un drame se noue. En effet, à dix jours du bal de fin de l'école, Titeuf n'a toujours pas invité « sa » Nadia. Pire encore, il semble que celle-ci ait trouvé un nouveau fiancé. Dès lors, Titeuf multiplie les plans pour désunir le nouveau couple et faire échouer un éventuel mariage. Son obsession : remettre Nadia dans le droit chemin. Et il n'aura pas assez d'amis, Manu, Hugo et les autres étant aussi incultes que lui en la matière, pour parvenir à ses fins.

## Anecdote
- C'est le premier tome de Titeuf qui comporte une histoire complète. D'habitude l'auteur adoptait le gag d'une page (voire deux).

- Dans ce dixième tome, Titeuf découvre la jalousie et constate avec horreur la complexité des sentiments amoureux.
- On retrouve la cousine Julie qu'on avait découvert dans l'album C'est pô juste....